# Demi Lovato
Demi Lovato, właśc. Demetria Devonne Lovato (ur. 20 sierpnia 1992 w Albuquerque) – amerykańska piosenkarka, autorka tekstów, muzyk, aktorka, reżyserka teledysków, kompozytorka, gitarzystka, pianistka i filantropka. Była jurorką programu X Factor, grała w filmach Camp Rock i  Program ochrony księżniczek oraz serialu Słoneczna Sonny.
Dotychczasowy dorobek muzyczny Lovato to osiem albumów studyjnych: Don’t Forget (2008), Here We Go Again (2009), Unbroken (2011), Demi (2013), Confident (2015), Tell Me You Love Me (2017), Dancing with the Devil... the Art of Starting Over (2021) oraz Holy Fvck (2022). Do jej największych przebojów należą „Give Your Heart a Break”, „Heart Attack”, „Cool for the Summer” oraz „Sorry Not Sorry”. Każdy z nich uzyskał status multiplatynowej płyty według RIAA. W Polsce, najpopularniejszą piosenką Lovato jest „Solo”, kolaboracja z Clean Bandit, która uzyskała status diamentowej płyty i dotarła na szczyt listy najczęściej granych piosenek przez stacje radiowe w Polsce. Demi zaangażowana jest również w działalność dobroczynną oraz w kampanie społeczne.

## Życiorys

### Dzieciństwo i początki kariery
Lovato urodziła się 20 sierpnia 1992 roku w Albuquerque, a wychowywała w Dallas. Jest dzieckiem inżyniera i muzyka Patricka Lovato, Meksykanina pochodzenia hiszpańskiego, indiańskiego, portugalskiego i żydowskiego oraz tancerki Dianny Hart de la Garza z domu Smith, Amerykanki pochodzenia angielskiego i irlandzkiego. Ma starszą siostrę Dallas Lovato oraz młodszą, przyrodnią Madison De La Garza. W wieku siedmiu lat Demi rozpoczęła naukę gry na pianinie. Swoje pierwsze aktorskie kroki postawiła w serialu dla dzieci Barney & Przyjaciele. Grała w nim Angele. Lovato uzyskała świadectwo maturalne w wieku 16 lat. 

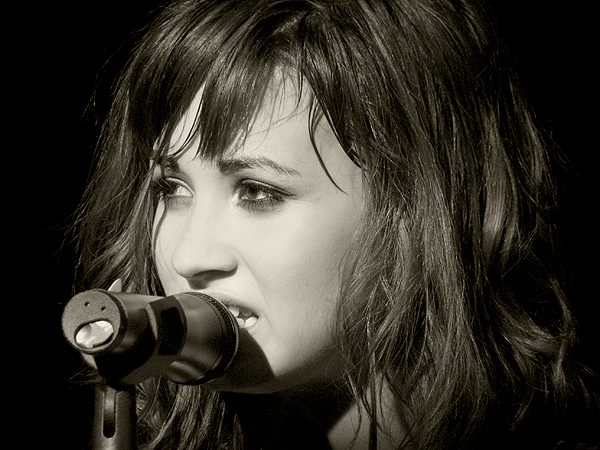
Demi podczas występu w Los Angeles, Demi Live! Warm Up Tour

W 2006 roku Demi wystąpiła gościnnie w serialu Skazany na śmierć jako Danielle Curtin w odcinku First Down. Znalazła się także gościnnie w drugim sezonie sitcomu Just Jordan jako Nicole w odcinku Slippery When Wet. Na początku 2007 roku Lovato dostała rolę Charlotte Adams w serialu Gdy zadzwoni dzwonek na Disney Channel, którego premiera odbyła się 26 sierpnia 2007 roku. W jednym z odcinków tego serialu Lovato zaprezentowała swój utwór Shadow.

### 2007–2009:Camp Rock,Don’t ForgetiSłoneczna Sonny
Latem 2007 roku Lovato udała się na casting do produkcji Disneya Camp Rock gdzie po wykonaniu piosenki Christiny Aguilery Ain’t No Other Man dostała główną rolę, a na początku roku podpisała kontrakt z Hollywood Records. W Camp Rock wcieliła się w postać Mitchie Torres, 14-letniej dziewczyny, która marzy o karierze muzycznej. Premiera filmu odbyła się 20 czerwca 2008 roku na amerykańskim Disney Channel, a jego oglądalność tego dnia wyniosła 8,9 miliona widzów. Na ścieżce dźwiękowej do filmu Demi pojawiła się w czterech utworach, m.in. w duecie This Is Me z Joe Jonasem. Utwór ten zadebiutował na dziewiątym miejscu listy Billboard Hot 100. W czerwcu i lipcu 2008 roku Demi dawała koncerty podczas swojej minitrasy koncertowej Demi Live! Warm Up Tour, podczas których wykonywała utwory, które później znalazły się na jej debiutanckim albumie. Od lipca do września 2008 roku Demi występowała jako support grupy Jonas Brothers podczas ich trasy koncertowej Jonas Brothers' Burnin' Up Tour.

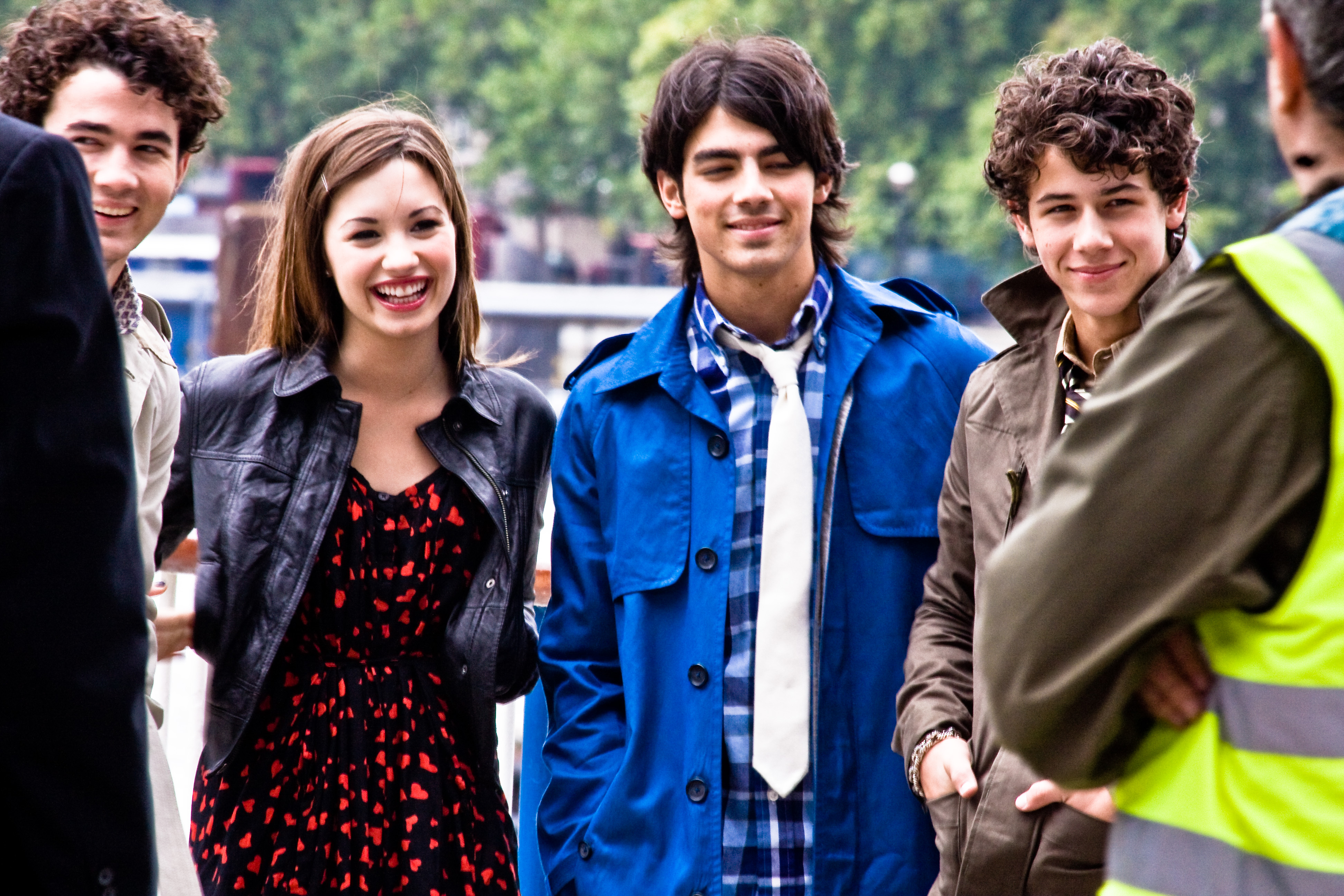
Lovato oraz Jonas Brothers, 2008.

Jesienią 2008 roku Lovato wydała swój debiutancki album Don’t Forget. Współautorami do większości tekstów z płyty są Jonas Brothers. Na albumie znajdują się piosenki poprockowe. W pierwszym tygodniu sprzedaży Don't Forget sprzedał się w 89 tys. kopiach, co pozwoliło mu się znaleźć na drugim miejscu listy Billboard 200 tuż po Metallice. Na początku 2011 roku album uzyskał status złotej płyty. Don’t Forget był promowany trzema singlami: Get Back, La La Land oraz Don’t Forget, z czego ostatni z nich znalazł się w top 40 piosenek Billboard Hot 100. Album doczekał się reedycji w 2009 roku.
W lutym 2009 roku odbyła się premiera serialu Disney Channel, Słoneczna Sonny. Lovato grała w nim Sonny Munroe, dziewczynę, która dołącza do obsady popularnego programu Z innej beczki. W czerwcu 2009 roku odbyła się premiera filmu Program ochrony księżniczek, w którym Lovato gra księżniczkę Rosalindę u boku swojej przyjaciółki, Seleny Gomez. Film w dniu premiery na Disney Channel oglądało 9,8 milionów widzów.
Demi dołączyła do akcji Disney Friends for Change, organizacji, która namawia do ekologicznego stylu życia. Razem z Miley Cyrus, Jonas Brothers i Seleną Gomez nagrała charytatywny singiel Send It On, który znalazł się na 20 pozycji Billboard Hot 100. W 2010 roku razem z Joe Jonasem, Lovato nagrała kolejny charytatywny singiel, Make A Wave.

### 2009–2011:Here We Go Again,Camp Rock 2oraz problemy ze zdrowiem

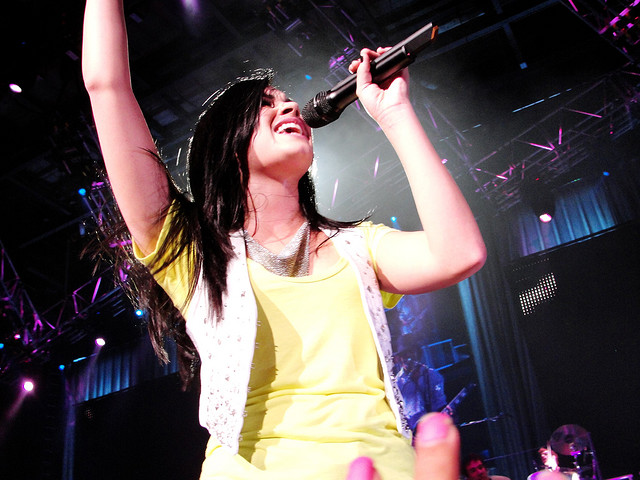
Demi podczas koncertu na Summer Tour 2009.

Latem 2009 roku Demi ruszyła w swoją pierwszą samodzielną trasę koncertową Summer Tour 2009, w celu promocji swojego drugiego studyjnego albumu, Here We Go Again. Płyta zadebiutowała na pierwszym miejscu listy Billboard 200 z nakładem 108 tys. sprzedanych egzemplarzy w pierwszym tygodniu. Album był inspirowany utworami Johna Mayera. Here We Go Again otrzymał pozytywne recenzje krytyków. Billboard nazwał Lovato naturalnym talentem, który może wzlecieć ponad inne gwiazdy Disneya, Allmusic uznał płytę za jeden z najlepszych popowych albumów 2009 roku. Here We Go Again był poprzedzony singlem o tym samym tytule, który zadebiutował na 15. miejscu Billboard Hot 100. Drugim singlem z płyty była piosenka Remember December wydana 17 listopada 2009 roku.

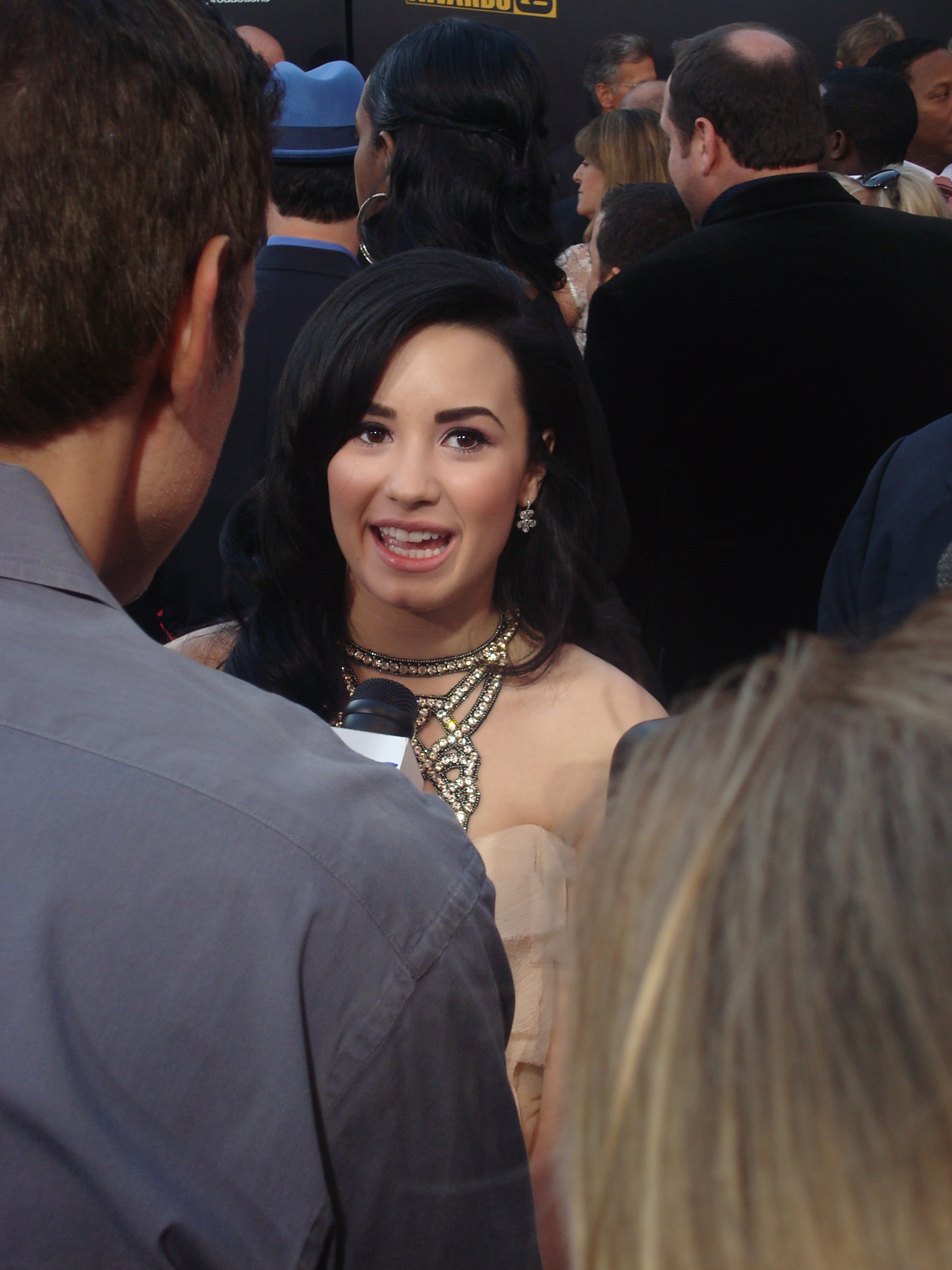
Demi podczas gali rozdania nagród American Music Awards 2009.

We wrześniu 2009 roku rozpoczęto produkcję drugiej części filmu Camp Rock, którego premiera odbyła się 3 września 2010 roku, a jego oglądalność wyniosła 8 milionów widzów. W styczniu 2010 roku Lovato była jedną z wielu gwiazd biorące udział w kampanii reklamowej dla Voto Latino w celu promowania organizacji Be Counted. Demi wzięła udział w drugim sezonie Słonecznej Sonny oraz gościnnie pojawiła się w jednym z odcinków szóstego sezonu serialu Chirurdzy, grając w nim nastoletnią pacjentkę, Hayley May cierpiącą na schizofrenię. W maju 2010 roku Lovato zaczęła spotykać się z Joe Jonasem, którego poznała podczas produkcji pierwszej części filmu Camp Rock. 23 maja 2010 roku Demi ruszyła w trasę koncertową po Ameryce Południowej, rozpoczynając ją w Santiago w Chile a kończąc 28 maja 2010 roku w São Paulo w Brazylii.

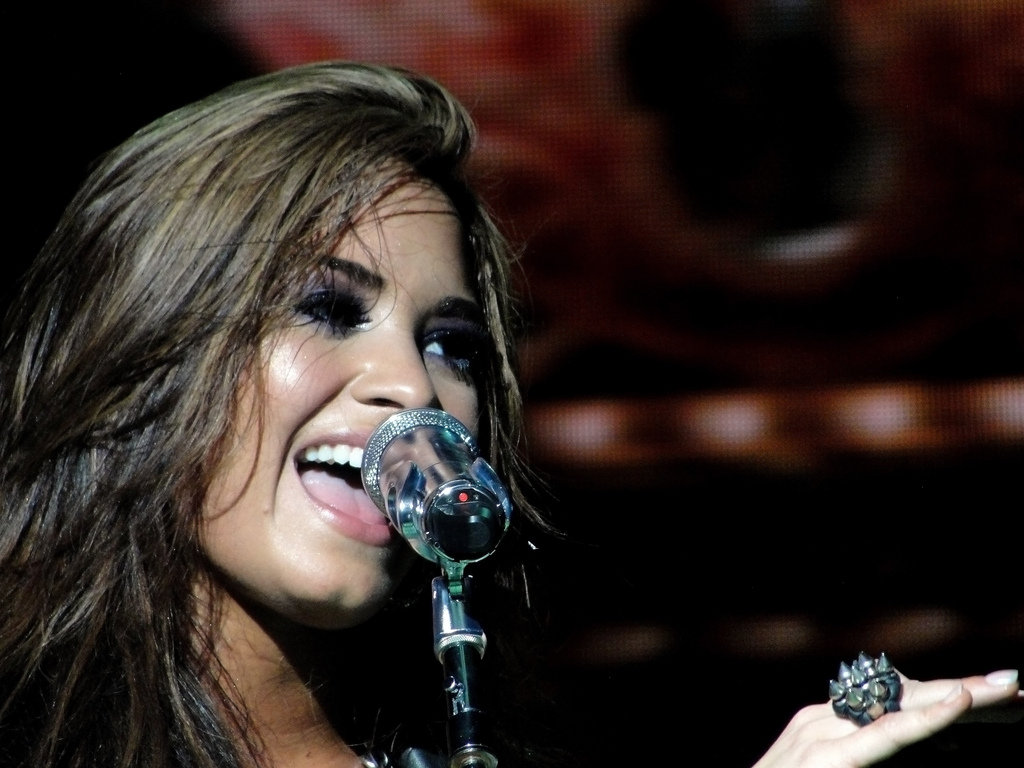
Demi podczas koncertów na Jonas Brothers Live in Concert World Tour 2010.

Lovato wzięła również udział w trasie koncertowej Jonas Brothers Live in Concert występując na niej jako gość specjalny. 30 października 2010 roku zrezygnowała z dalszego udziału w koncertach i trafiła do kliniki. Po powrocie z leczenia Demi udzieliła wywiadu Robin Roberts, wyemitowanego 22 kwietnia 2011 roku w programie 20/20, gdzie potwierdziła informację, że leczenie było spowodowane bulimią i samookaleczaniem się. Rehabilitacja była prowadzona w Timberline Knolls w Illinois.

### 2011–2012:UnbrokenorazThe X Factor U.S.

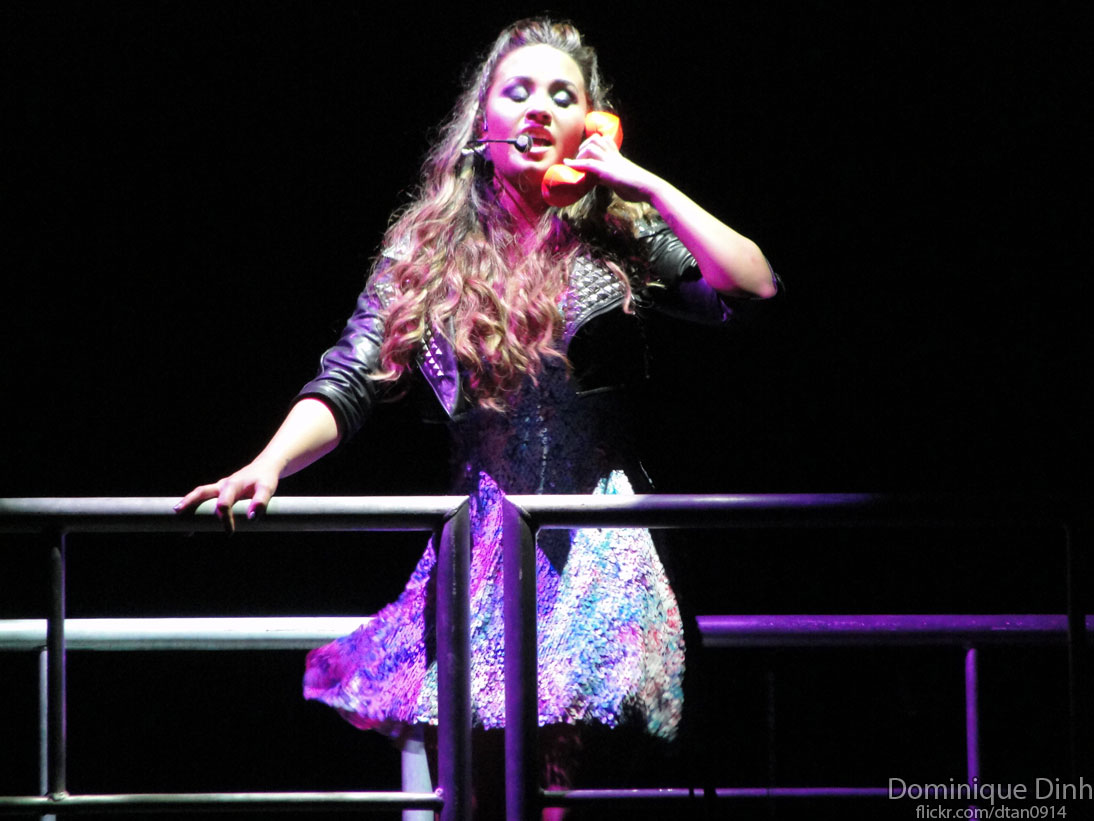
Demi podczas koncertu w Los Angeles, An Evening with Demi Lovato.

Demi rozpoczęła pracę nad trzecim albumem już w 2010 roku, jednak przez jej przerwę związaną z pobytem w klinice prace nad albumem opóźniły się. Została redaktorką magazynu Seventeen oraz wzięła udział w kampanii Love is Louder than the Pressure to Be Perfect.

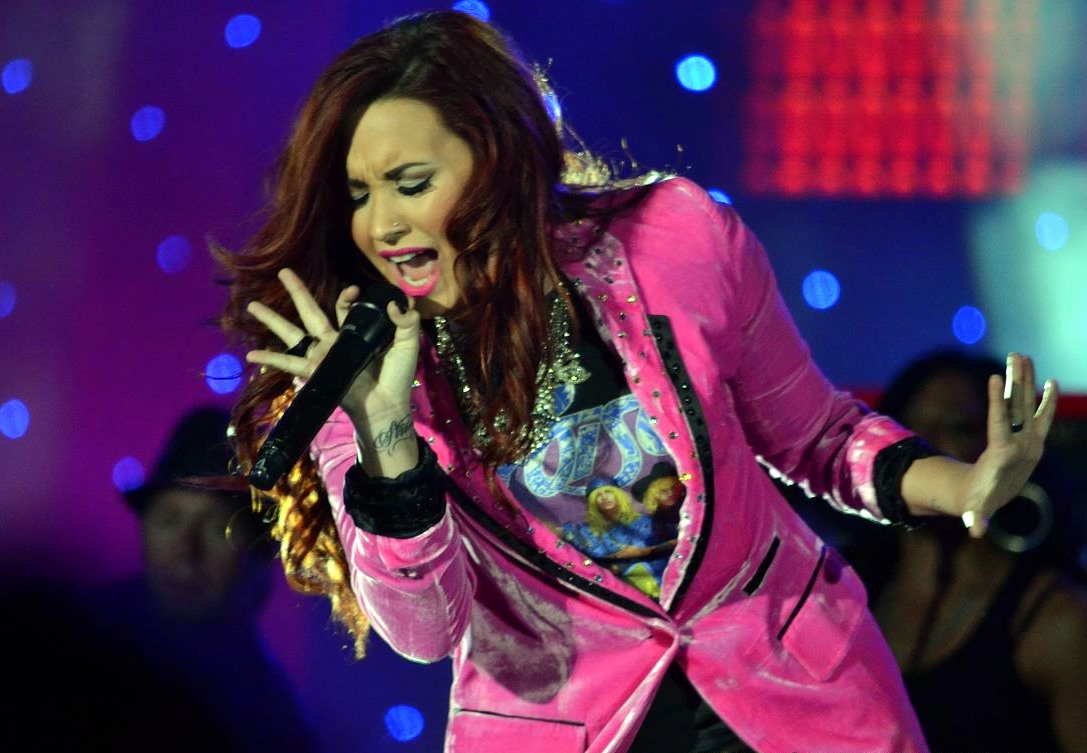
Demi podczas występu na festiwalu Iquique w Chile 4 lutego 2012 roku.

W lipcu 2011 roku Lovato oficjalnie ogłosiła, że pracuje z Timbalandem nad duetem. Trzeci studyjny album Lovato, Unbroken został wydany 20 września 2011 roku. Album zadebiutował na 4. miejscu Billboard 200 oraz otrzymał od krytyków muzycznych bardzo dobre recenzje. Zostały wydane dwa single promujące album. Pierwszy z nich, Skyscraper, którego premiera odbyła się 12 lipca 2011 roku zadebiutował na 10. miejscu Billboard 100 oraz na pierwszym miejscu iTunes Charts. Utwór ten w USA uzyskał status platynowego, a w Australii status złotego. Drugim singlem z płyty jest piosenka Give Your Heart A Break, która trafiła na pierwsze miejsce listy Billboard Pop Songs i w Stanach sprzedała się w nakładzie ponad 1 800 000 kopii pokrywając się platyną.

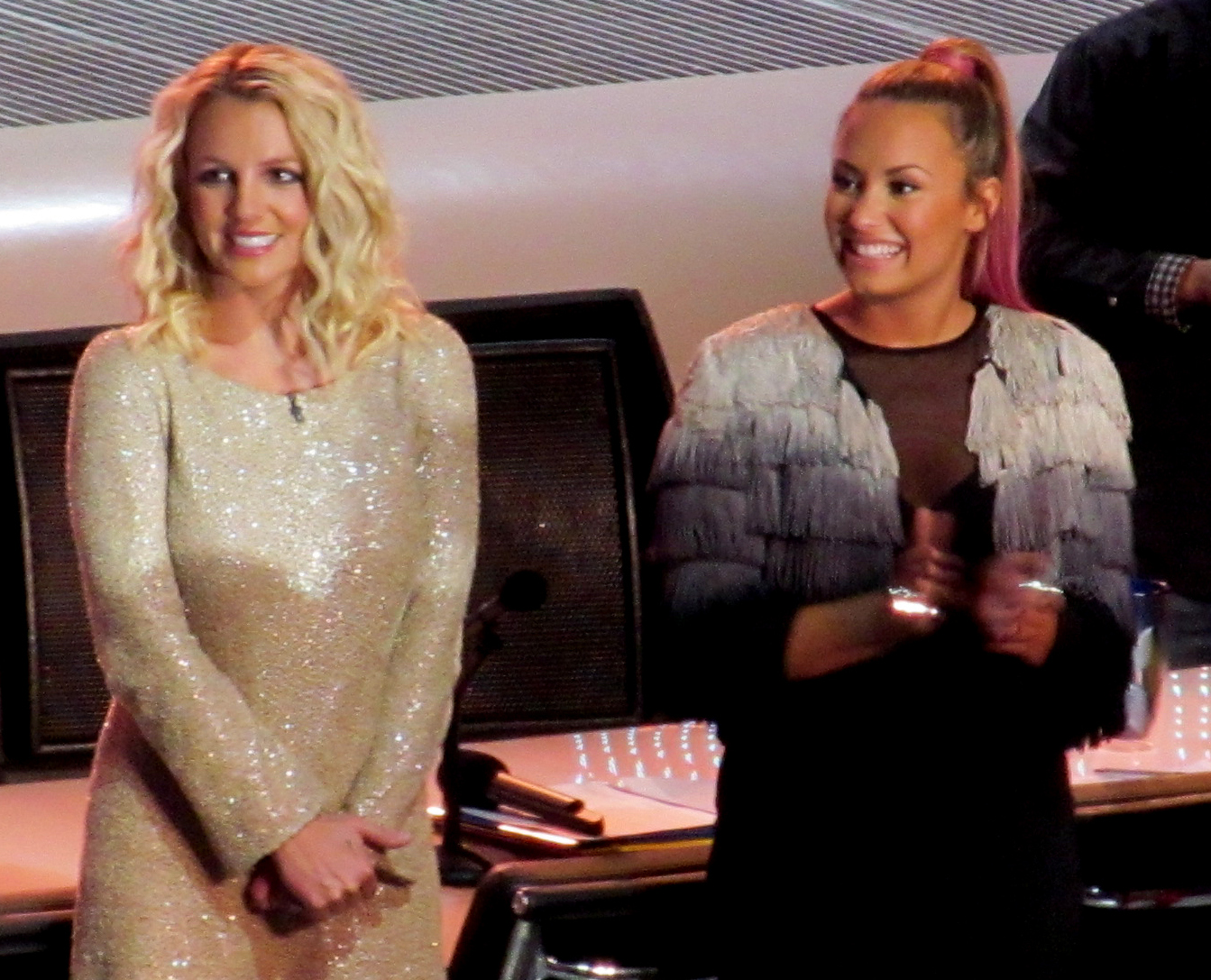
Demi Lovato i Britney Spears podczas przesłuchań do programu X Factor San Francisco, 16 czerwca 2012

24 października 2011 roku Demi zaśpiewała hymn Stanów Zjednoczonych podczas Game 5 of the 2011 World Series. Poprowadziła również sylwestrowy program MTV New Year Eve. 11 stycznia 2012 roku podczas gali rozdania nagród People’s Choice Award, Demi otrzymała statuetkę w kategorii Ulubiony artysta pop, co było dużym sukcesem Demi, gdyż w tej kategorii nominowane były Rihanna, Beyoncé Knowles, Lady Gaga oraz Katy Perry. 22 lipca poprowadziła galę rozdania nagród Teen Choice Awards 2012. 6 września wystąpiła na gali MTV Video Music Awards 2012 gdzie zdobyła również nagrodę w kategorii najlepszy teledysk z przesłaniem za klip do swojego hitu „Skyscraper”.

### 2012–2014:Demi,Staying StrongiGlee

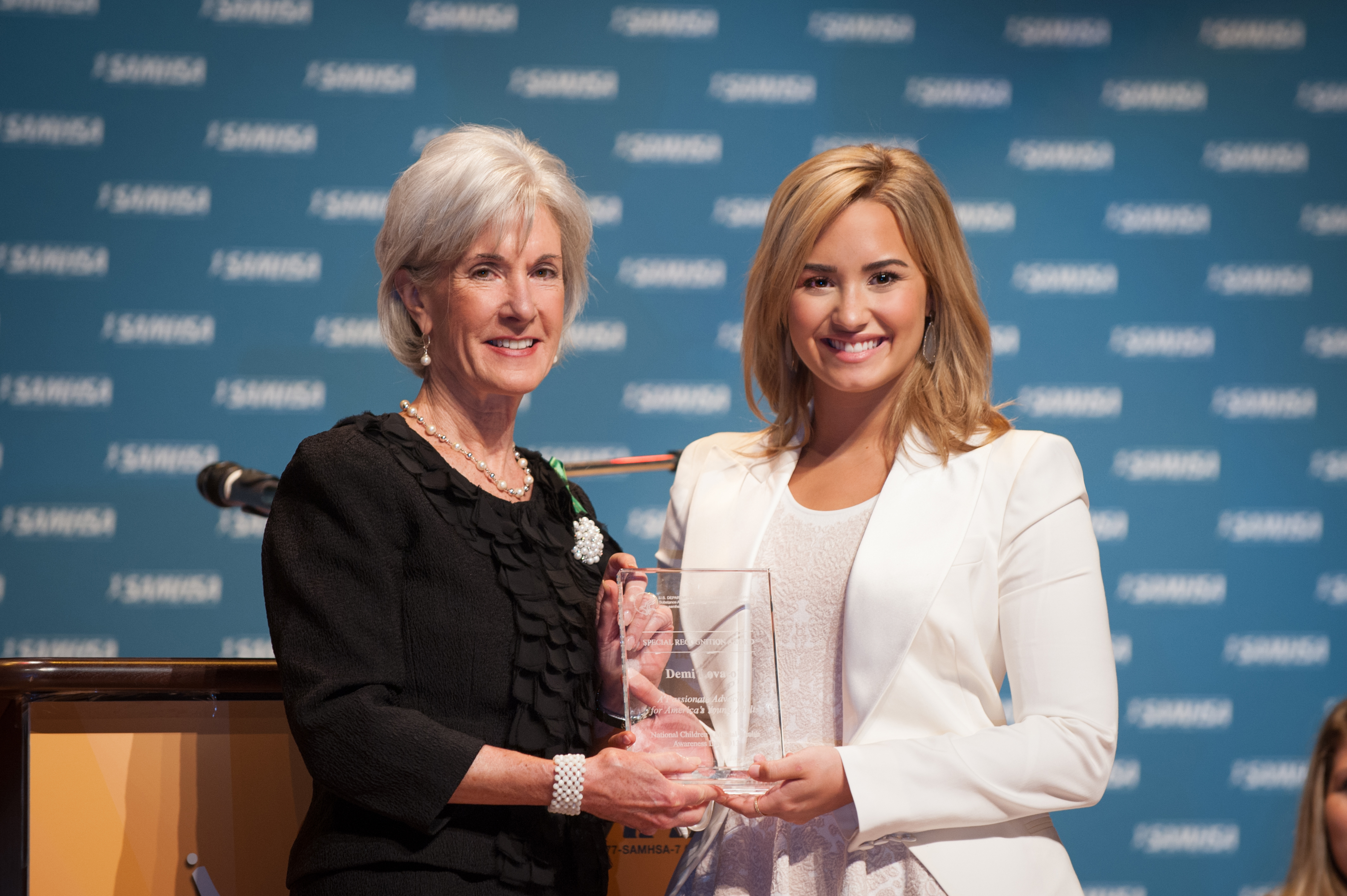
Demi podczas AMHSA’s National Children’s Mental Health Awareness Day, 7 maja 2013.

12 lutego 2013 ogłoszono datę wydania singla Heart Attack, który poprzedzał wydanie czwartego studyjnego albumu wokalistki zatytułowanego Demi. Mimo że miał zostać wydany 4 marca, pojawił się w nocy z 24 na 25 lutego. W pierwszym tygodniu, na terenie Stanów Zjednoczonych singiel rozszedł się w nakładzie 215 000 kopii. Singiel był trzeci pod względem sprzedaży w pierwszym tygodniu w 2013 roku. Nagranie dotarło do pozycji 10 na Billboard Hot 100 oraz uzyskało status podwójnej platyny w USA, platyny w Kanadzie, złota w Australii, Nowej Zelandii, Danii oraz srebra w Wielkiej Brytanii. Teledysk do singla został opublikowany 9 kwietnia. Jako pierwszy klip Demi, przekroczył on 100 oraz później 200 milionów wyświetleń na YouTube.
W marcu, Lovato oficjalnie potwierdziła swój udział w kolejnej edycji amerykańskiej wersji X Factor. 14 maja do sklepów trafił jej czwarty album, Demi. W pierwszym tygodniu, płyta w Stanach sprzedała się w nakładzie 110 000 kopii i zadebiutowała na trzecim miejscu listy Billboard 200. W Polsce, album dotarł do 45. miejsca oficjalnej listy sprzedaży płyt OLiS. Na drugi singiel z albumu wybrano Made in The USA. Singiel został wydany 17 lipca. Po raz pierwszy w swojej karierze Lovato reżyserowała teledysk do singla, który pierwszego dnia po premierze zdobył ponad 3 miliony wyświetleń na YouTube. 

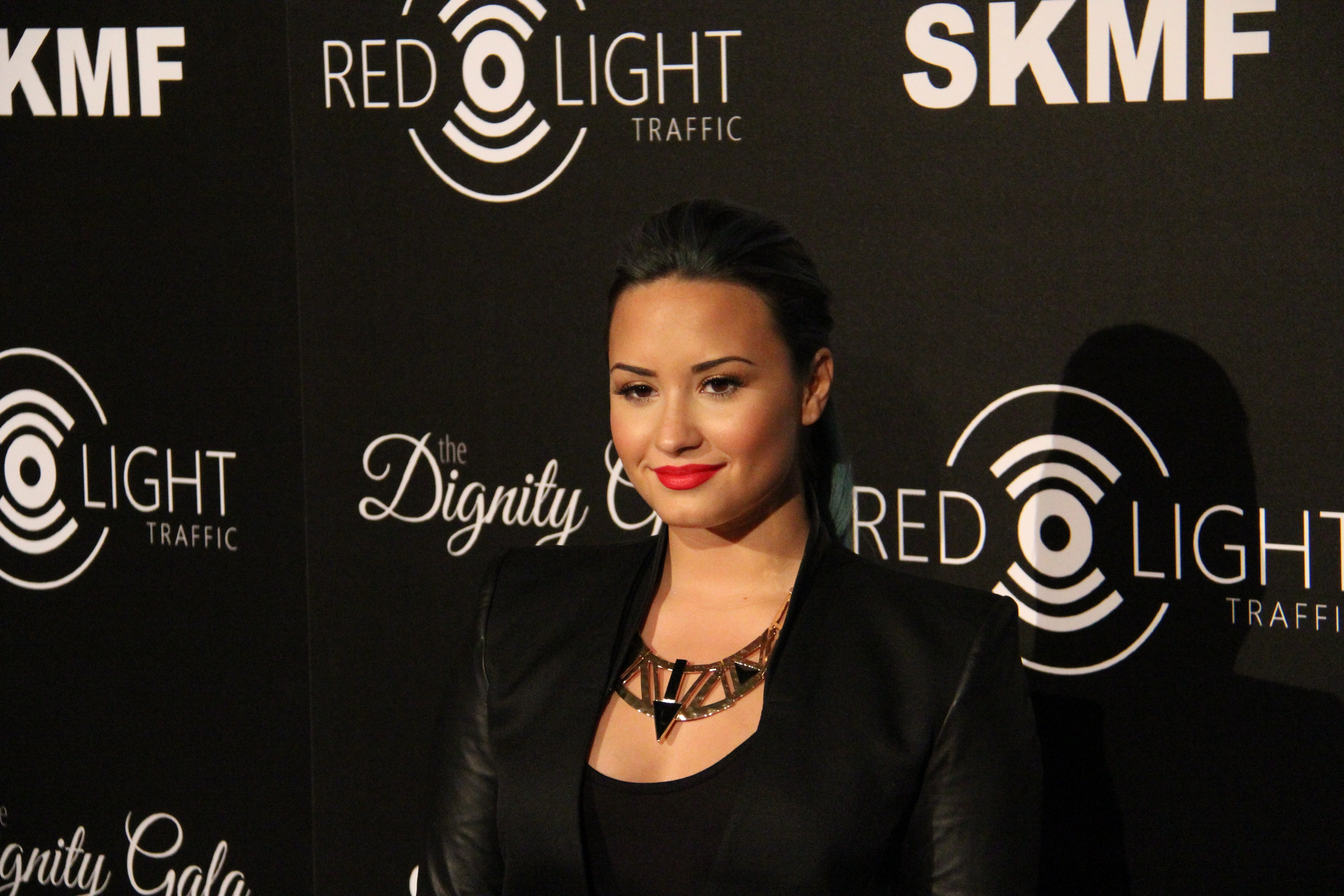
Demi podczas Redlight Traffics Inaugural Dignity Gala, 18 października 2013.

 Demi nagrała również utwór na soundtrack filmu Dary Anioła: Miasto Kości zatytułowany „Heart by Heart”. We wrześniu ogłoszono, że trzecim singlem z Demi została piosenka Neon Lights. W tym samym czasie ogłoszono pierwsze daty koncertów The Neon Lights Tour. 21 października wydano singiel Let It Go, promujący soundtrack filmu Kraina Lodu. Utwór osiągnął duży sukces komercyjny stając się hitem w wielu krajach m.in. w USA, Kanadzie, Australii, Nowej Zelandii i Wielkiej Brytanii. 19 listopada miała miejsce premiera pierwszej książki Lovato – Staying Strong. Pozycja ta stała się bestsellerem na terenie USA. Polska premiera książki odbyła się 4 grudnia.

### 2014:Neon Lights Tour,Demi World Tour

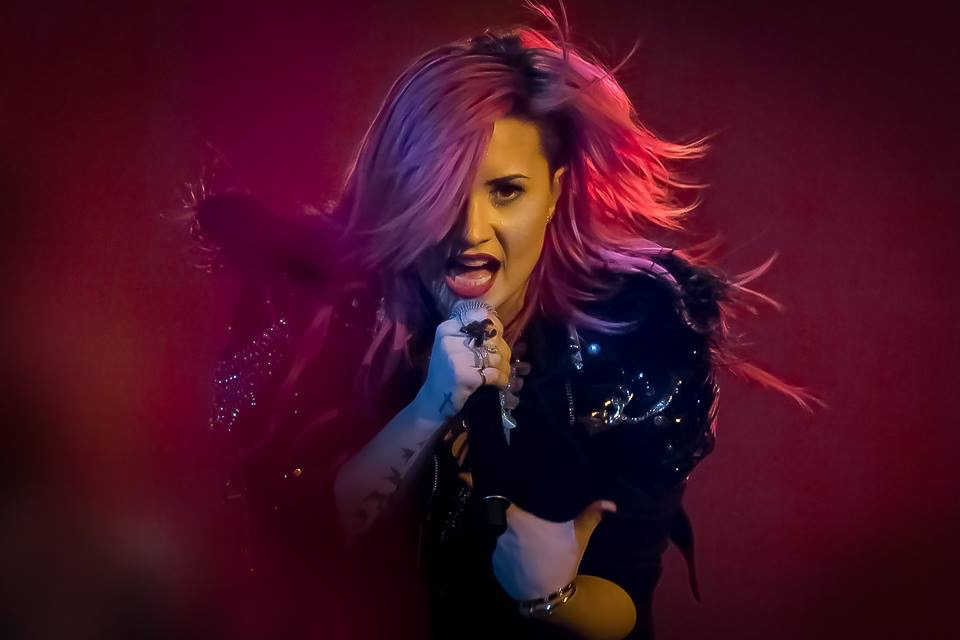
Demi podczas Neon Lights Tour, Toronto, 26 marca 2014 roku

18 grudnia Lovato oznajmiła, że nie pojawi się w kolejnej edycji The X Factor USA, gdyż chce poświęcić się koncertowaniu oraz pracom nad swoim piątym studyjnym albumem. 9 lutego Demi rozpoczęła swoją trasę koncertową Neon Lights Tour obejmującą 43 miasta na terenie USA, Kanady, Meksyku, Brazylii, Ekwadoru, Argentyny, Chile i Wielkiej Brytanii. W maju Lovato wydała Really Don't Care jako czwarty singiel promujący jej album. Również w maju ogłoszono, że Demi wystąpi gościnnie na singlu grupy The Vamps, Somebody To You. 

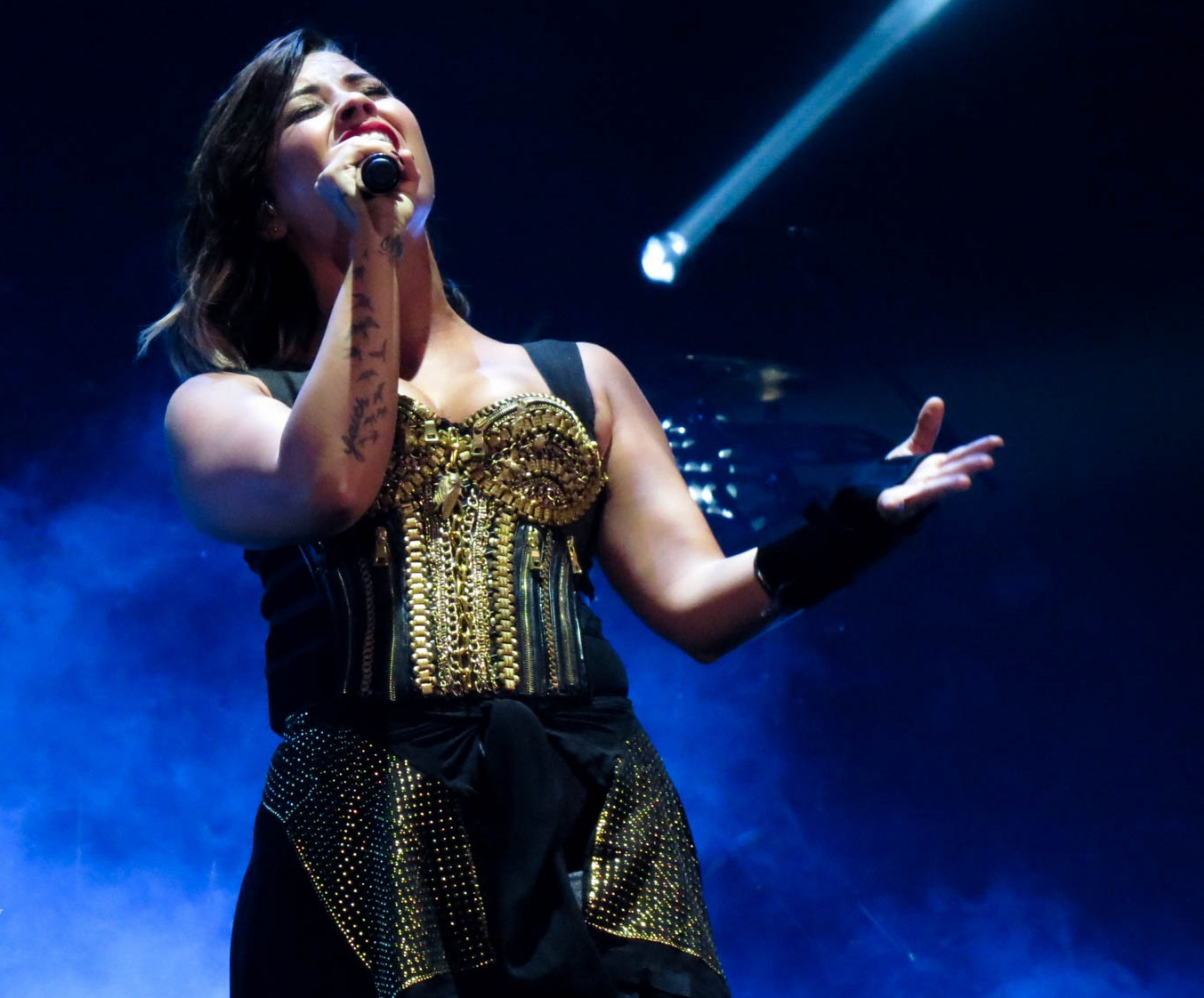
Demi podczas Demi World Tour, Denver, 25 września 2014 roku

29 maja Lovato ogłosiła daty swojej pierwszej światowej trasy koncertowej Demi World Tour, której pierwsza część trwała od września do października. W listopadzie Demi otwierała koncerty w ramach europejskiej części trasy Enrique Iglesiasa, Sex And Love Tour. Również w listopadzie wydano piosenkę Avalanche – duet z wieloletnim przyjacielem Lovato, Nickiem Jonasem oraz utwór Up – kolaborację z brytyjskim piosenkarzem Ollym Mursem. Piosenka ta trafiła na album artysty, a także na specjalną edycję deluxe albumu Demi, której premiera odbyła się 2 grudnia. Utwór Up został wybrany na kolejny singiel, a 11 grudnia 2014 został opublikowany teledysk. Pod koniec listopada ogłoszono daty drugiej części trasy Demi World Tour obejmującej Australię oraz Nową Zelandię. Lovato wypuściła swoją własną linię kosmetyków nazwaną Devonne by Demi, którą można było nabyć od grudnia 2014. 24 grudnia opublikowano teledysk do piosenki „Nightingale”, jako prezent dla fanów.

### 2015–2016:Confident, Future Now Tour

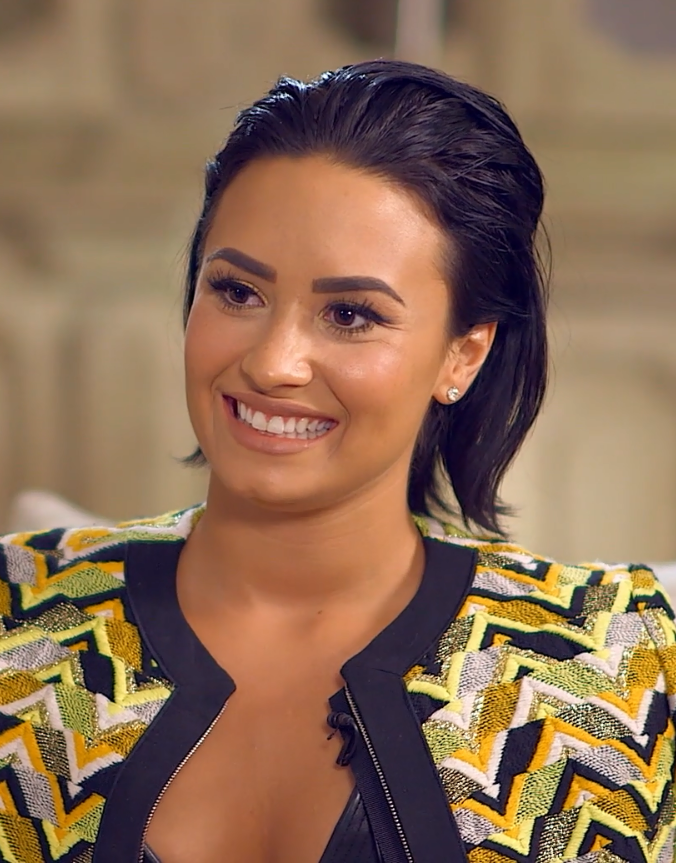
Lovato podczas wywiadu dla Vevo, 2015 rok.

Piąty album artystki, Confident, został wydany 16 października 2015. Album zadebiutował na drugim miejscu Billboard 200 z wynikiem sprzedaży w pierwszym tygodniu wynoszącym 98 000 egzemplarzy. W maju 2015 Demi wraz z Nickiem Jonasem założyła wytwórnię – Safehouse Records. Pierwszym singlem z nowego albumu zostało „Cool for the Summer” wydane 1 lipca 2015. Artystka ze swoim utworem otrzymała nominację do nagrody VMA. Podczas występu towarzyszyła jej raperka – Iggy Azalea. Jeszcze przed premierą albumu 18 sierpnia, został wydany tytułowy singiel – „Confident”. 17 października w Saturday Night Live Lovato wykonała medley dwóch singli – „Cool for the Summer” oraz „Confident”, a także zaśpiewała „Stone Cold”. Demi gościnnie wystąpiła w reedycji singla zespołu Fall Out Boy pt. „Irresistible”. W tym samym miesiącu podpisała kontrakt z Wilhelmina Models. 22 października Lovato na swoim kanale opublikowała teledysk do utworu „Waiting For You”, w którym gościnnie wystąpiła raperka Sirah. 26 października Demi wraz z Nickiem Jonasem ogłosiła, że wyruszą w trasę koncertową – Future Now Tour. 31 października na stadionie Demi wykonała amerykański hymn. W grudniu tego samego roku wyruszyła w trasę koncertową, organizowaną przez amerykańskie stacje radiowe „Jingle Ball Tour”. Również w grudniu Demi na gali Billboard:Women In Music odebrała nagrodę „Rulebreaker”. 

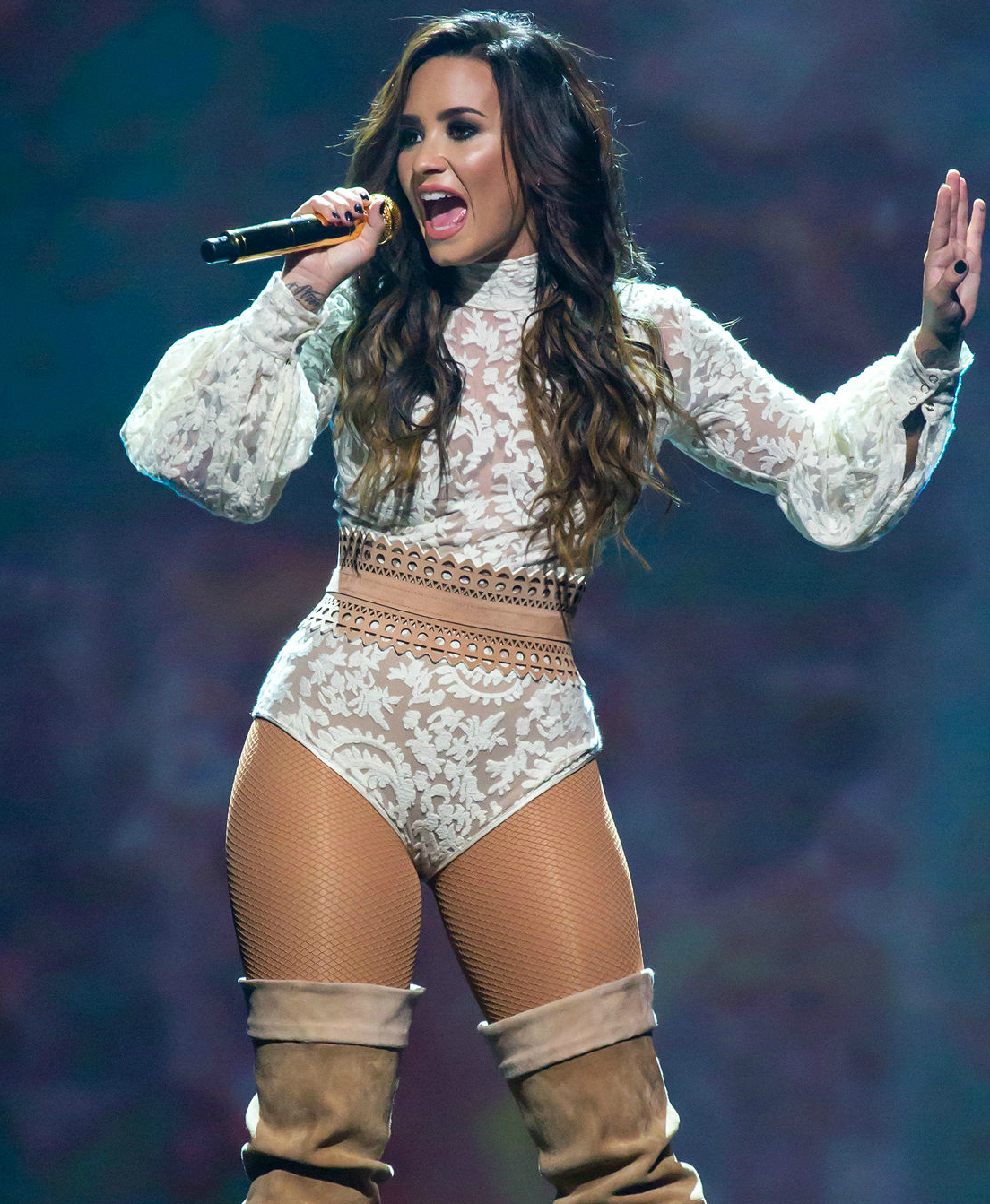
Lovato podczas koncertu w San Antonio, Future Now Tour, 10 września 2016.

15 lutego 2016 roku odbyła się 58. ceremonia wręczenia nagród Grammy, na której wystąpiła Lovato. Wykonała utwór „Hello” w hołdzie dla Lionela Richie. Wykonanie to zostało docenione pod względem wokalnym przez social media i ludzi na całym świecie. 23 lutego został opublikowany teledysk do trzeciego, a zarazem ostatniego singla z płyty – „Stone Cold”. 14 kwietnia wydano cover piosenki wykonywany przez Demi – „I Will Survive”. Jest to utrzymywany w klimacie disco utwór, który zostanie wykorzystany jako soundtrack do filmu Angry Birds. 13 maja odbyła się radiowa premiera utworu „Without a Fight”, w którym Demi wystąpiła gościnnie u boku Brada Paisleya. W lutym 2016 Lovato ogłosiła na Twitterze, iż rozpoczęła już pracę nad swoim 6. studyjnym albumem. Wspomniała również, że nowe piosenki chce śpiewać podczas Future Now Tour. Podczas pierwszego koncertu tej trasy, Demi wykonała singiel – Body Say. 6 grudnia otrzymała pierwszą nominację do Grammy za najlepszy wokalnie album Confident.

### 2017–2018:Tell Me You Love Meoraz nawrót choroby

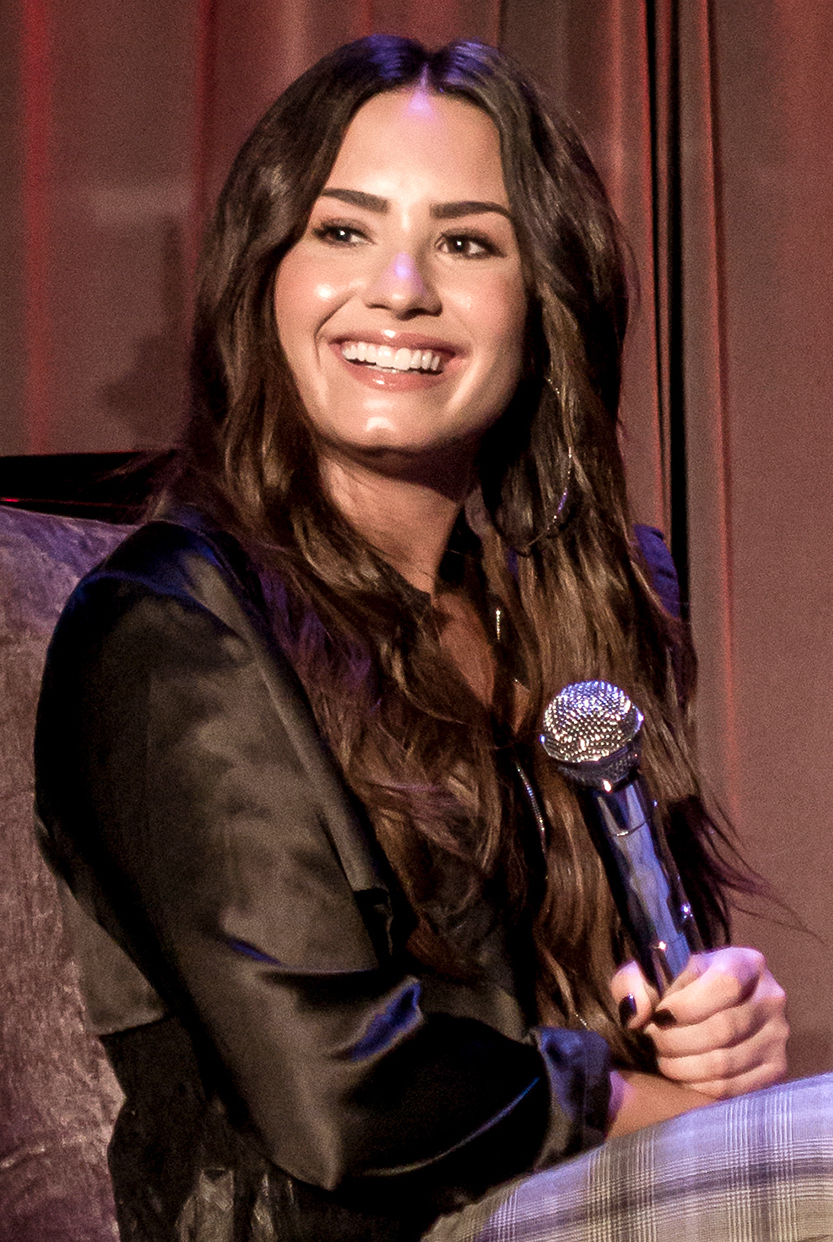
Demi w muzeum nagród Grammy w Los Angeles 16 września 2017 roku

W marcu 2017 roku Lovato pojawiła się gościnnie w singlu „No Promises” grupy Cheat Codes, natomiast w czerwcu w singlu „Instruction” Jaxa Jonesa. W 2017 roku Lovato znalazła się na liście 100 najbardziej wpływowych osób według magazynu Time. W maju ogłosiła swoją współpracę z firmą Fabletics.
W lipcu 2017 roku wydała „Sorry Not Sorry” jako pierwszy singiel promujący jej szósty album. Utwór stał się jej najwyżej notowanym singlem na listach przebojów w Stanach Zjednoczonych i Nowej Zelandii, gdzie dotarł do miejsca 6, a także w Australii, gdzie osiągnął miejsce 8. Album Tell Me You Love Me został wydany 29 września i zadebiutował na trzecim miejscu amerykańskiej listy Billboard 200 z tygodniową sprzedażą 48 tys. kopii. Wydawnictwo otrzymało pozytywne recenzje od krytyków muzyczynych. 17 października Lovato wydała dokument Demi Lovato: Simply Complicated na platformie YouTube. 17 listopada razem z Luisem Fonsim wydała piosenkę „Échame la Culpa”.

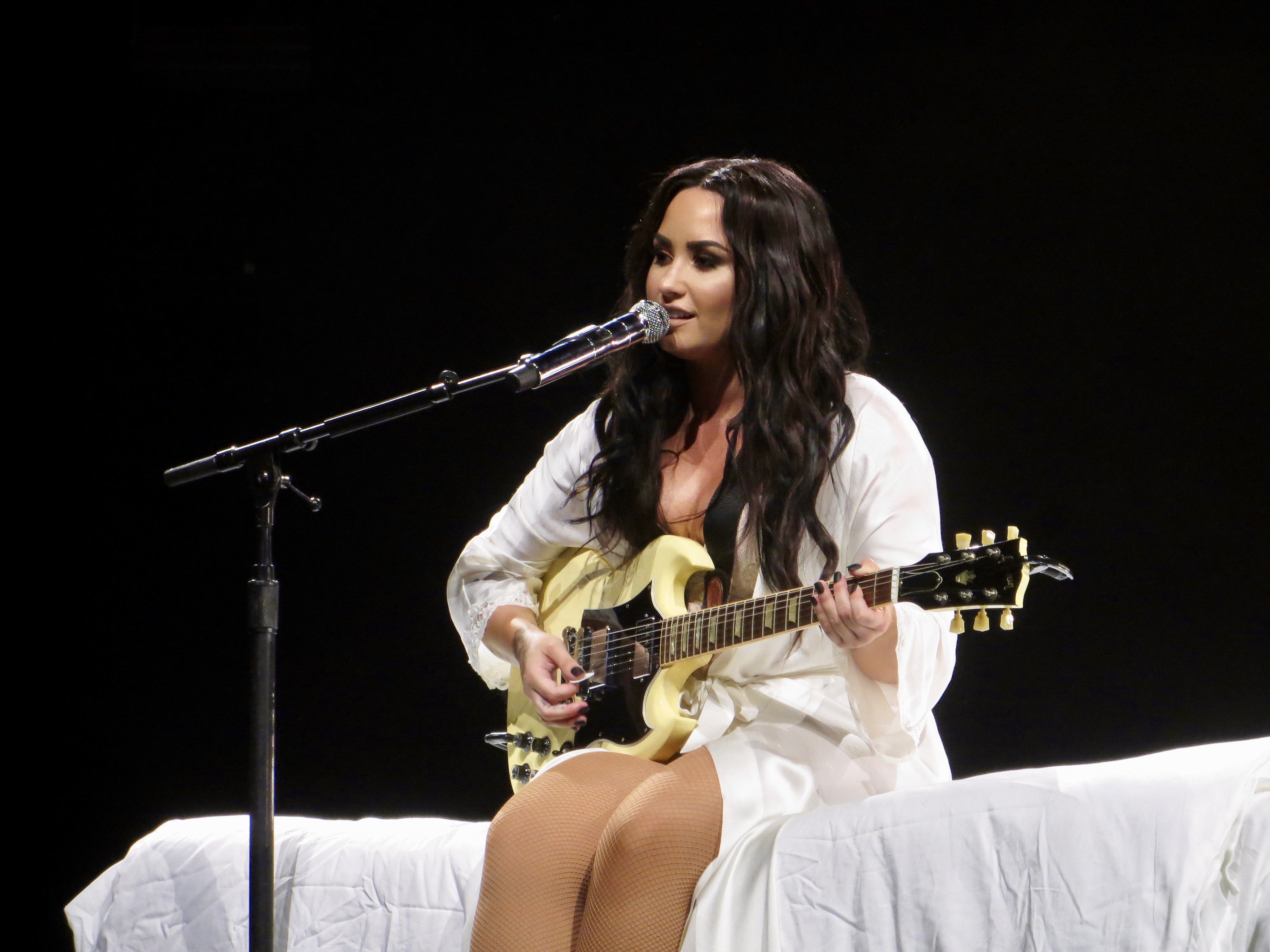
Demi podczas Tell Me You Love Me Tour, Glasgow, 13 czerwca 2018 roku

W lutym 2018 roku, wokalistka wyruszyła w trasę koncertową promującą album, Tell Me You Love Me Tour z gościnnym udziałem DJ-a Khaleda oraz Kehlani. Trasa objęła USA, Kanadę oraz Europę i zakończyła się w czerwcu. W maju 2018 roku pojawiła się gościnnie w singlu Christiny Aguilery „Fall in Line”, który przyniósł jej drugą nominację do nagród Grammy. Piosenkarka wystąpiła także w utworze Clean Bandit „Solo”, który ostatecznie dotarł do pierwszego miejsca brytyjskiej listy przebojów, stając się jej pierwszym numerem jeden w tym kraju. 21 czerwca wokalistka wydała utwór zatytułowany „Sober” w którym ujawniła swój powrót do używek po sześciu latach trzeźwości. 24 lipca 2018 Lovato została przewieziona do centrum medycznego Cedars-Sinai w Los Angeles po wezwaniu pogotowia do jej domu z powodu przedawkowania opioidów. Piosenkarka była hospitalizowana przez dwa tygodnie, a następnie wzięła udział w 3-miesięcznej terapii odwykowej.

### 2019–2021: Powrót do aktorstwa oraz muzyki
11 maja 2019 roku Lovato ujawniła, że podpisała kontrakt z nowym menedżerem, Scooterem Braunem. Przyznała, że „nie może być szczęśliwsza i że jest podekscytowana rozpoczęciem nowego rozdziału w życiu”. W sierpniu 2019 roku ogłoszono, że piosenkarka dołączyła do obsady filmu Eurowizja, oryginalnej produkcji dla platformy Netflix, w reżyserii Davida Dobkina, opartego na konkursie piosenek o tej samej nazwie. Lovato wystąpi u boku Willa Ferrella i Rachel McAdams. Również w sierpniu ujawniono, że wokalistka pojawi się gościnnie w ostatnim sezonie serialu NBC, Will & Grace.
W styczniu 2020 roku Demi po raz pierwszy od 2018 roku wystąpiła na scenie, wykonując utwór „Anyone” podczas 62. rozdania nagród Grammy. Utwór, który Lovato nagrała na cztery dni przed swoim przedawkowaniem, w dniu występu trafił również do sprzedaży oraz na platformy streamingowe. Tydzień później, piosenkarka zaśpiewała hymn Stanów Zjednoczonych podczas 54 finału Super Bowl. 6 marca Demi wydała singiel „I Love Me”, a 16 kwietnia wspólną piosenkę z Samem Smithem - „I'm Ready”. Tego samego roku, Lovato otrzymała dwie nominacje do nagród MTV Video Music Awards, stając się pierwszym artystą w historii, który otrzymuje nominacje do tych nagród nieprzerwanie przez osiem lat z rzędu. 10 września swoją premierę miała kolaboracja piosenkarki z amerykańskim DJ Marshmello - „OK Not To Be OK”. 30 września za pośrednictwem Twittera, Lovato upubliczniła piosenkę „Still Have Me”, która w kolejnych dniach trafiła również do sprzedaży i serwisów streamingowych. 14 października, na kilka tygodni przed wyborami prezydenckimi w Stanach Zjednoczonych, Demi wydała polityczny utwór „Commander In Chief”. 15 listopada poprowadziła 46 rozdanie nagród People's Choice Awards. Artystka pojawiła się gościnnie w piosence amerykańskiego rapera Jeezy „My Reputation”, która trafiła na jego album. 4 grudnia swoją premierę miał remix utworu grupy All Time Low - „Monsters”, w którym gościnnie wystąpiła Lovato. 20 stycznia 2021 roku, piosenkarka wystąpiła podczas specjalnego programu Celebrating America z okazji inauguracji prezydenta Joe Bidena, wykonując cover utworu „Lovely Day” Billa Withersa. 4 lutego wydała wspólną piosenkę z australijskim piosenkarzem Samem Fisherem – „What Other People Say”.

### 2021:Dancing with the Devil... The Art of Starting Over

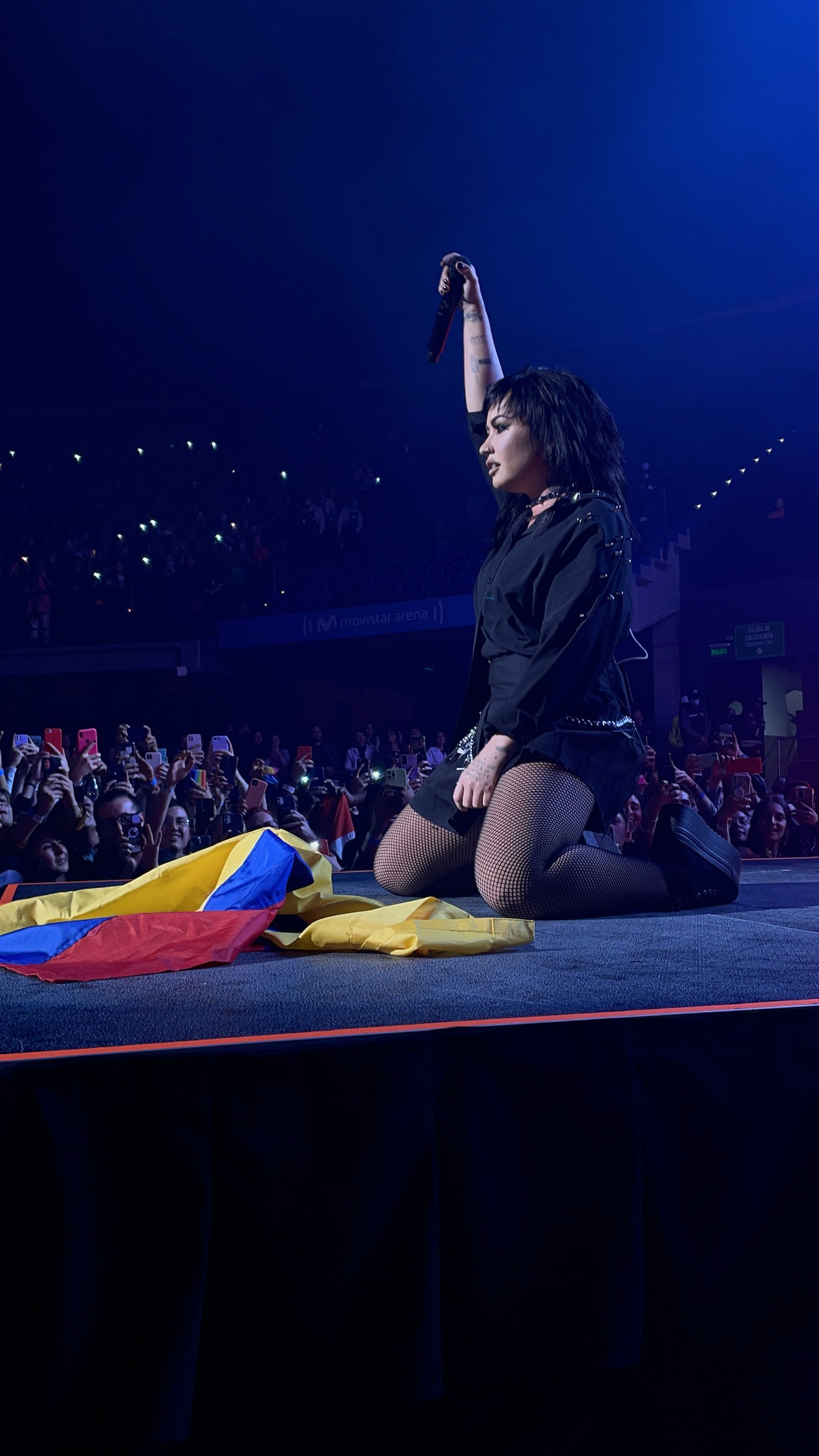
Demi Lovato w Bogocie 2022

W marcu 2021 roku premierę miał czteroczęściowy serial dokumentalny o życiu Lovato zatytułowany Dancing with the Devil. Produkcja wyreżyserowana przez Michaela D. Ratnera ma pokazuje osobistą oraz muzyczną podróż piosenkarki w ciągu ostatnich trzech lat. 16 marca 2021 roku piosenkarka zapowiedziała wydanie swojego siódmego studyjnego albumu Dancing with the Devil... the Art of Starting Over, którego premiera odbyła się 2 kwietnia 2021 roku.

### 2022:Holy Fvckoraz powrót do muzyki Rock
21 stycznia 2022 roku Demi za pośrednictwem Instagrama opublikowała zdjęcie z podpisem „Pogrzeb mojej muzyki pop”. Trzy dni później, dodała zdjęcia z podpisem „15 i to nie była faza”, informując swoich fanów, że wraca do korzeni, czyli muzyki Rock.
W czerwcu 2022 roku Demi ogłosiła swój ósmy studyjny album, który nosi nazwę Holy Fvck. Album został wydany 19 sierpnia 2022 roku. Single promujące album to „Skin of My Teeth”, „Substance” oraz „29”. W sierpniu 2022 plakat reklamujący album i przedstawiający Lovato w stroju w stylu bondage leżącą na poduszkowym krucyfiksie został zakazany w Wielkiej Brytanii przez Advertising Standards Authority za to, że „mógł poważnie urazić chrześcijan”.

## Wpływy muzyczne oraz głos
Do głównych muzycznych inspiracji Lovato zalicza Christinę Aguilerę, Kelly Clarkson, Whitney Houston i Arethę Franklin. Do osób mających wpływ na jej karierę zalicza również Britney Spears, Rihanna, JoJo, Keri Hilson, Jennifer Lopez, Gladys Knight, Alexz Johnson, Billie Holiday, Spice Girls, Billy Gilman oraz John Mayer. Będąc nastolatką, Lovato słuchała metalu, w tym takich zespołów jak the Devil Wears Prada, Job for a Cowboy, Maylene and the Sons of Disaster oraz Bring Me the Horizon.
Skala głosu Demi Lovato to C#3-Bb5-Eb7. Obejmuje ona ponad 4 oktawy (w tym rejestr gwizdkowy). Osiągnięcie dźwięku Eb7 osadza Lovato na 3. miejscu podium kobiet, które osiągnęły brzmienie najwyższych dźwięków skali.
Nick Levine z Digital Spy skomentował album „Don't Forget” twierdząc, że Demi Lovato ma głos lepszy niż Jonasi. Jej występy są bardzo imponujące. Becky Brain z Idolatora napisał, że Lovato ma „zabójczy głos, który potrafi dobrze wykorzystać”. Piosenkarz i producent muzyczny Ryan Tedder, który pracował z nią nad jej trzecim albumem Unbroken powiedział: „Demi powaliła mnie wokalnie! Nie miałem pojęcia że jej głos jest tak dobry. Jest jedną z najlepszych piosenkarek z jakimi pracowałem. Dosłownie, tak dobra... ona jest wokalistą poziomu Kelly Clarkson. Nick Levine skomentował, że wokal Lovato, ukazany w jej pierwszym albumie, jest naprawdę imponujący. Sophie Schillaci z Hollywood Reporter stwierdziła, że „ma głos, który może uciszyć nawet najsurowszych krytyków. To coś co rzadko można znaleźć u jej rówieśników”. Szefowie firmy Disney stwierdzili, że „ma najlepszy głos od czasów Christiny Aguilery”. Marielle Wakim z Los Angeles Magazine skomentowała wokal Demi słowami: Niech Ci, którzy nie śledzą kariery Lovato, zaczną to robić. Ta dziewczyna naprawdę potrafi śpiewać. Polub ją na Facebooku lub posłuchaj jej na Spotify. Jeśli nie, to będziesz żałować, że tego nie zrobiłeś, ponieważ za 5 lat (prawdopodobnie wcześniej) będzie odbierać nagrodę Grammy. Na 22 lata jej wokal jest zdumiewający.”.

## Życie prywatne
19 maja 2021 ogłosiła, że identyfikuje się jako osoba niebinarna i używa zaimków neutralnych płciowo (w ang. they/them). 2 sierpnia 2022 piosenkarka poinformowała, że wraz z neutralnymi zaimkami będzie używać także żeńskich co uzasadniła tym, że „ostatnio czuje się bardziej kobieco”.
25 maja 2025 roku Demi wzięła ślub z kanadyjskim muzykiem Jordanem Lutes'em.

## Dyskografia

### Albumy studyjne
- 2008: Don’t Forget
- 2009: Here We Go Again
- 2011: Unbroken
- 2013: Demi
- 2015: Confident
- 2017: Tell Me You Love Me
- 2021: Dancing with the Devil... the Art of Starting Over
- 2022: Holy Fvck

## Filmografia
| Rok       | Tytuł                                               | Rola                   | Informacje                                                                                            |
| Filmy     | Filmy                                               | Filmy                  | Filmy                                                                                                 |
| --------- | --------------------------------------------------- | ---------------------- | --- |
| 2008      | Camp Rock                                           | Mitchie Torres         | Disney Channel Original Movies                                                                        |
| 2009      | Jonas Brothers: Koncert 3D                          | jako ona sama          | film koncertowy                                                                                       |
| 2009      | Program ochrony księżniczek                         | Księżniczka Rosalinda  | Disney Channel Original Movies                                                                        |
| 2010      | Camp Rock 2: Wielki Finał                           | Mitchie Torres         | Disney Channel Original Movies                                                                        |
| 2020      | Eurovision Song Contest: Historia zespołu Fire Saga | Katiana                | główna rola                                                                                           |
| Telewizja |                                                     |                        | |
| 2002–2003 | Barney i przyjaciele                                | Angela                 | drugoplanowa rola                                                                                     |
| 2006      | Split Ends                                          | jako ona sama          | epizod (1 odcinek)                                                                                    |
| 2006      | Skazany na śmierć                                   | Danielle Curtin        | epizod (1 odcinek)                                                                                    |
| 2007-2008 | Gdy zadzwoni dzwonek                                | Charlotte Adams        | Główna rola (1 sezon)                                                                                 |
| 2008      | Just Jordan                                         | Nicole                 | epizod (1 odcinek)                                                                                    |
| 2008      | Studio DC: Almost Live                              | jako ona sama          | Muzyczny show                                                                                         |
| 2009-2010 | Słoneczna Sonny                                     | Allison „Sonny” Munroe | Główna rola                                                                                           |
| 2010      | Chirurdzy                                           | Hayley                 | epizod (1 odcinek – „Shiny Happy People” S6E22) Nagroda People’s Choice Awards Favorite TV Guest Star |
| 2010-2011 | Extreme Makeover: Home Edition                      | jako ona sama          | (2 odcinki) „Williams Family” oraz „Walker Family, Part 2”                                            |
| 2011      | Keeping Up with the Kardashians                     | jako ona sama          | gościnnie, jako gość na ślubie Kim Kardashian                                                         |
| 2012      | Demi Lovato: Stay Strong                            | jako ona sama          | program MTV                                                                                           |
| 2012      | Demi Lovato: Give Your Heart a Break                | jako ona sama          | program E!                                                                                            |
| 2012      | Punk’d                                              | jako ona sama          | ofiara żartu                                                                                          |
| 2012-2013 | The X Factor                                        | juror (sezon 2 & 3)    | talent show                                                                                           |
| 2013      | Glee                                                | Dani                   | 5 odcinków                                                                                            |
| 2017      | Smerfy: Poszukiwacze zaginionej wioski              | Smerfetka              | główna rola                                                                                           |
| 2018      | Książę Czaruś                                       | Lenore                 | główna rola                                                                                           |

## Trasy koncertowe
|  | Główne - Demi Lovato: Live in Concert (2009–10) - A Special Night with Demi Lovato (2011–13) - The Neon Lights Tour (2014) - Demi World Tour (2014–15) - Future Now Tour (z Nickiem Jonasem) (2016) - Tell Me You Love Me – World Tour (2018) - Holy Fvck Tour (2022) | Promocyjne - Demi Live! Warm Up Tour (2008) - An Evening with Demi Lovato (2011) | Jako support - Jonas Brothers – Burnin' Up Tour (2008) - Avril Lavigne – Best Damn Tour (2008) - Jonas Brothers – Jonas Brothers World Tour (2009) - Jonas Brothers – Jonas Brothers Live in Concert World Tour (2010) - Enrique Iglesias – Sex and Love Tour (2014) |